# Stadion FK Viktoria Žižkov
Stadion FK Viktoria Žižkov (sponzorským názvem dříve znám jako eFotbal aréna) je fotbalový stadion, který se nachází na pražském Žižkově. Jeho kapacita je 3 327 sedících diváků.

## Historie

### Lokalita
V místech dnešního stadionu stávala žižkovská plynárna. Šlo o první obecní plynárnu v Praze, provoz zahájila v roce 1867. Plocha plynárny zasahovala od dnešní Krásovy ulice až za Dům Radost. Stavba pohltila i jednu z tehdejších nejstarších usedlostí - Boudečku, která stávala v místech, kde je dnes park pod stadionem (náměstí Radost). V souvislosti s vybudováním plynárny v Michli skončil provoz žižkovské plynárny v roku 1926 a za sedm let na to byla zbourána. V roce 2019 zmizela i poslední dochovaná část po původní plynárně, zeď v Krásově ulici.
Seifertova ulice změnila za dobu své existence několikrát název. Původně Olšanská třída, za Rakousko-Uherska přejmenována na Karlovu, za protektorátu Luther Strasse – Lutherova, po válce Kalininova. Současný název nese Seifertova ulice od revoluce v roce 1989.

### Domovský stadion Viktorie Žižkov
Po reorganizaci soutěží kopané v roce 1952 došlo ke sloučení Viktorie Žižkov s Avií Čakovice vznikl fotbalový tým Slavoj Žižkov, kterému v roce 1965 městský obvod Praha 3 svěřil pro své zápasy nové travnaté hřiště dnešního stadionu. Tento sportovní areál měl kapacitu pro 15 000 diváků. V roce 1968 byla dokončena výstavba kryté (hlavní) tribuny pro 2 000 sedících diváků. V roce 1973 byl stadion vybaven třemi stožáry s umělým osvětlením na střeše hlavní tribuny.
V 90. letech se začaly vést majetkoprávní spory o pozemek stadionu (viz níže kapitola Majetkové vztahy), kvůli čemuž se stále oddalovala jeho rekonstrukce.
Slavné utkání Viktorie v PVP s anglickou Chelsea v roce 1994 bylo odehráno v Jablonci, protože stadion na Žižkově byl shledán pro tuto soutěž jako nezpůsobilý. Ze stejného důvodu odehrála Viktoria své domácí utkání Poháru UEFA v roce 2001 proti Innsbrucku na stadionu Evžena Rošického.
V létě roku 2002 prošel stadion rozsáhlou rekonstrukcí, aby splňoval všechny požadavky fotbalového svazu v rámci projektu "Stadiony 2003", ale také aby poskytoval divákům větší komfort. Nákladem přesahujícím 15 miliónů korun byly zbourány jižní a západní tribuna s místy k stání a byly postaveny nové pouze na sezení a s větším sklonem, který umožňoval rozšíření hřiště na požadovaných 105x68 metrů. Dále byly dřevěné lavice na hlavní tribuně nahrazeny jednotlivými sedačkami. Celkově se kapacita stadionu snížila z 8000 na 4600 míst.
V létě roku 2003 se pokračovalo modernizací zázemí hlavní tribuny a instalací stožárů umělého osvětlení, které provázely problémy s protesty památkářů. Zanedlouho poté byly ze střechy hlavní tribuny odstraněny stožáry s umělým osvětlením.
V létě roku 2007 byla na části bývalého škvárového hřiště vystavěna nová montovaná (východní) tribuna, která stadion opticky uzavřela a navýšila jeho kapacitu o rovných 1000 míst na celkem 5600. Původně sloužila mj. na OH v Athénách. Současně došlo ve všech sektorech severní a jižní tribuny k výměně plastových sedaček, čímž celý stadion získal modernější vzhled, a k hlavní tribuně byl v severovýchodním rohu stadionu přistaven klubový dům. V jeho přízemí se nachází fanshop a v nadzemních patrech nezbytné zázemí pro partnery klubu (okolo 150 míst).
V létě roku 2011 bylo kvůli postupu do první ligy hřiště vybaveno technologií vyhřívající trávník. Pod jeho povrch bylo instalováno 1200 metrů drenážních trubek a trávník byl položen o 40 centimetrů výše. Městská část na to poskytla klubu půjčku ve výši deseti milionů korun. Zároveň byl od sezóny 2011/12 do konce roku 2014 stadion pojmenován podle zpravodajského serveru jako "eFotbal aréna".
V prosinci 2015 došlo k demolici budovy restaurace a občerstvovacího zařízení v jihovýchodním rohu stadionu. V nadzemních podlažích měl klub své kanceláře a další zázemí, proto přestěhoval své sídlo do jednoho z domů nad stadionem v ulici Vlkova. Později přestěhoval své sídlo do blízkého Domu Radost.
V roce 2017 prošla za 8 milionů korun obnovou hlavní tribuna, střídačky i přístupové cesty, byla vyměněna okna.
Na jaře roku 2020 byla na pokyn statického posudku kvůli havarijnímu stavu uzavřena jižní (protilehlá) tribuna, čímž klesla kapacita stadionu na 3 327 diváků. Klub se kvůli tomu pustil do rekonstrukce stadionu a přestěhoval se tak na sezónu 2020/21 na stadion SK Prosek. Dokonce vyzval své fanoušky, aby se zúčastnili dobrovolnických prací, v jejichž rámci byly především odmontovány sedačky na západní a jižní (protilehlé) tribuně. Dalšími podmínkami pro možnost pořádání zápasů druhé ligy bylo zajištění 5 vstupů na stadion, parkování pro 60 vozů, zázemí pro televizní štáby, press centrum, oddělené ošetřovny pro sportovce a diváky či násobné množství toalet, než je tomu v současnosti.
V prosinci 2021 byla na počest stadionu přejmenována blízká tramvajová a autobusová zastávka z názvu "Husinecká" na "Viktoria Žižkov".
V létě roku 2022 byla demontována východní tribuna za brankou a na jejím místě bylo postaveno nové sociální zařízení a občerstvení, v patře pak zázemí pro klub a LED obrazovka. V průběhu podzimu téhož roku byla upravena východní třetina jižní (protilehlé) tribuny jako sektor na stání. Regule LFA totiž povolují sektory na stání pouze za brankami, případně na protilehlé tribuně, ale jen od rohu po velké vápno.
Domovský stadion Prague Lions
Od sezóny 2023 hraje na stadionu svá domácí utkání tým amerického fotbalu Prague Lions, hrající European League of Football.

### Zástavba škvárového hřiště
Na pozemcích východní strany areálu (blíže ulice Krásova) bylo historicky menší škvárové hřiště, které Viktoria využívala pro tréninkové účely. Později bylo na jeho místě zřízeno parkoviště pro potřeby klubu, sousedních firem a rezidentů. V létě roku 2007 byla na jeho části u hlavního hřiště vystavěna nová montovaná tribuna.
V roce 2009 městská část Praha 3 navýšila svůj podíl ve společnosti Viktoria Žižkov a.s. a vložila do ní tyto pozemky. Na nich měl být podle smlouvy z roku 2010 postaven obytný dům. V roce 2013 se městská část rozhodla podíl v této společnosti prodat, aby odkoupila od zadlužené Viktorie zbytek objektů stadionu (viz níže kapitola Majetkové vztahy). V prosinci 2015 došlo k demolici budovy restaurace a občerstvovacího zařízení, čímž byly zahájeny přípravy pozemků na novou výstavbu. V témže roce magistrát Prahy rozhodl, že projekt nemusí mít posudek o vlivu na životní prostředí (EIA).
V únoru 2017 schválila Rada městské části Praha 3 smlouvu o spolupráci při přípravě stavby. Developerská firma CTR Viktoria Center s.r.o. se ve smlouvě zavázala investovat do výstavby nové přístupové cesty na fotbalový stadion a úprav tribuny, městská část se naopak zavázala schválit veškerá stanoviska potřebná k vydání stavebního povolení. Právě přístup na stadion vedoucí částečně po pozemcích developera byl důvodem pro zastavení územního řízení v roce 2016. Územní řízení bylo znovu zahájeno v květnu 2017 a v důsledku toho byla zahájena příprava dnešní ulice U Viktorie.
V letech 2019 až 2021 byly v těchto místech postaveny bytové domy v rámci rezidenčního projektu Viktoria Center, jež jsou v těsném sousedství východní tribuny. Prodejní ceny bytů se pohybovaly v řádu jednotek až desítek milionů korun.

## Majetkové vztahy

### Postupný převod stadionu a jeho pozemků na Prahu 3
Až do roku 1992 působila na celém areálu kolem stadionu tělovýchovná jednota Viktoria Žižkov, která zde provozovala fotbalový klub Viktoria Žižkov, ale i řadu jiných sportů a dalších poloprofesionálních aktivit. Celé pozemky, na kterých tělovýchovná jednota fungovala, byly obecní, objekty stadionu pak patřily tělovýchovné jednotě.
V roce 1992 však došlo ke změně. Profesionální fotbalový klub i s objekty stadionu od jednoty odkoupil podnikatel Vratislav Čekan a pro jejich řízení založil společnost FK Viktoria Žižkov a.s. (dnešní fotbalový klub). Zbytek tělovýchovné jednoty pak dále funguje pod občanským sdružením SK Viktoria Žižkov.
V průběhu dalších let však tyto dvě „Viktorky“ (FK a SK) vedou stále ostřejší spory o užívání stadionu. Snaha spory řešit vrcholí v roce 1999, kdy je vytvořena společnost Viktoria Žižkov a.s., která má užívání pozemků spravovat. Do společnosti posléze vstoupí i radnice Prahy 3, kde tou dobou s pohodlnou většinou vládne ODS v čele se starostou Milanem Českým. Radnice dostala v roce 2000 podíl 4 % za to, že s Viktorií Žižkov a.s. uzavřela smlouvu o výpůjčce pozemků, podle které bude po dobu příštích 80 let pozemek využíván ke sportovním a jiným aktivitám. Vlastníky Viktoria Žižkov a.s. byly tedy tou dobou kromě radnice dva kluby, které pozemky využívaly k činnostem, na kterých byl obecní zájem. Radnice se tímto krokem snažila upravit jejich spolupráci.
V průběhu dalších let se postupně fotbalový klub zbavoval značné části svého majetku. Jednak prodal své objekty stadionu: tři čtvrtiny v roce 2003 radnici, zbytek Viktorii Žižkov a.s. Pak prodal i podíl v samotné společnosti Viktoria Žižkov a.s., takže ve výsledku se stala jejím většinovým vlastníkem developerská firma CTR Viktoria Center s.r.o.. V roce 2009 městská část, stále pod vedením ODS, ale nyní již v čele s Milenou Kozumplíkovou, navýšila svůj podíl ve společnosti Viktoria Žižkov a.s. ze 4 % na 44 % tím, že do ní vložila pozemky bývalého škvárového hřiště. Zároveň si ponechala právo se od ostatních akcionářů do konce října 2013 vyplatit částkou 93,5 milionu korun, tedy cenou vložených pozemků (s připočtením úroků). Po rozpočítání šlo asi o 11 tisíc korun za m², což byla cena odpovídající tehdejší cenové mapě oblasti.
Následně se radnice rozhodla podíl prodat, aby odkoupila zbytek objektů stadionu. Již v letech 2002 až 2003 odkoupila radnice od fotbalového klubu Viktoria Žižkov jižní, západní a severní tribunu za 23 milionů korun, v roce 2012 byl za 25,3 milionu korun odkoupen vyhřívaný trávník, včetně příslušné technologie a kotelny. Scelení majetku se podařilo zrealizovat až v červenci 2014, kdy radnice odkoupila od Viktoria Žižkov a.s. také administrativní budovu, poslední (východní) tribunu a umělé osvětlení za 21,6 milionu korun. Souhrnnou cena nemovitostí byla vyčíslena okolo sedmdesáti milionů korun, což vyvolalo vášnivé diskuse o adekvátnosti zaplacených částek. Radnici se zároveň podařilo ukončit smlouvu o výpůjčce s Viktoria Žižkov a.s., kdy pozemky byly v rámci nevypověditelné výpůjčky na 80 let k dispozici této akciové společnosti. Smlouva o výpůjčce uzavřená v roce 2000 zbavovala městskou část jakékoli možnosti s těmito pozemky nakládat.

### Pronájem stadionu pro FK Viktoria Žižkov
V roce 2013 se klub stal nájemníkem městské části, přičemž měsíčně měl do rozpočtu radnice platit 100 tisíc korun. První splátky byly řádně zaplaceny, záhy se však přívod peněz zastavil. Dluh postupně narůstal a radnice se tak v červnu 2013 rozhodla dát klubu výpověď, pokud do konce roku dlužnou částku nedoplatí. Začátkem roku 2014 bylo dlužné nájemné za devět měsíců doplaceno. Kuriózní na této situaci bylo, že v té době radnice dokončovala odkup objektů stadionu od klubu.
Nedoplatky na nájemném se opakovaly v roce 2014, kvůli čemuž klub nedostal druholigovou licenci a sezónu 2015/16 kvůli tomu odehrál v ČFL. Klub mezitím změnil majitele, proběhla jednání, která v roce 2017 dospěla až k soudu.
V roce 2020 klub opět změnil majitele, který představil projekt na kompletní rekonstrukci stadionu, aby odpovídal ligovým parametrům. Sliboval, že je do něj ochoten investovat stovky milionů korun, ale pouze v případě, že stadion i s pozemky bude moci odkoupit za odhadní cenu. To však městská část odmítla z obavy přestavby stadionu na jiný development a na oplátku nabízela pronájem stadionu za korunu ročně. To však nebylo pro tehdejšího majitele dostačující a tak raději nabídl městské části odkup klubu. Nakonec v roce 2021 prodal oddlužený klub členům tehdejšího vedení klubu a ti uzavřeli s městskou částí nájemní smlouvu na 1 rok.
Poslední nájemní smlouvu o využívání stadionu podepsali představitelé těchto stran v roce 2022 s platností na 30 let. Nájemné bylo stanoveno na 1 korunu ročně s podmínkou, že klub bude zajišťovat chod i údržbu stadionu. Městský obvod se zavázal, že investuje do rekonstrukce a nutných úprav chátrajícího stánku 25 milionů korun.

### Pronájem stadionu dalším subjektům
Dříve na něm našli azyl fotbalisté blšanského Chmelu, střížkovských Bohemians nebo vyšehradského Slavoje. Svá druholigová utkání zde od sezóny 2022/23 odehrává AC Sparta Praha "B".

## Diváci

### Rekordní návštěvy
Největší návštěva na Žižkově čítala na úvodní zápas jarní části ročníku 1991/1992 České fotbalové ligy 13500 diváků, které tehdejší prezident Čekan nalákal mimo jiné i na vepřové hody.